# Izoterma adsorpcji
Izoterma adsorpcji to zależność ilości zaadsorbowanej substancji od stężenia lub ciśnienia adsorbatu przy ustalonej temperaturze. Zob. też ogólnie izoterma. Izoterma adsorpcji może być uznana za szczególny przypadek izotermy sorpcji, które to określenie nie precyzuje mechanizmu zjawiska (sorpcja to adsorpcja, absorpcja, wymiana jonowa lub też zjawisko mieszane). Najczęściej określenie to jest rozumiane jako równanie izotermy adsorpcji, a czasami jako model fizyczny odpowiadający określonemu równaniu. Zobacz poniżej listę znanych równań izoterm adsorpcji.

## Lista izoterm adsorpcji
O ile nie podano inaczej, wymienione izotermy opisują adsorpcję fizyczną zlokalizowaną. Również, o ile nie podano inaczej, izotermy dotyczą adsorpcji na powierzchni homogenicznej (energetycznie jednorodnej).

### Izotermy podstawowe

#### Izotermy lokalne

##### Izotermy lokalne monowarstwowe bez oddziaływań bocznych
Izotermy podstawowe dla adsorpcji monowarstwowej na powierzchni homogenicznej (zobacz adsorpcja zlokalizowana i mobilna)
- adsorpcja zlokalizowana
  - gazy, roztwory rozcieńczone:
    - izoterma Henry’ego – graniczna izoterma dla niskich ciśnień i stężeń
    - izoterma Langmuira (Irving Langmuir, 1916 r.) – najważniejsza izoterma adsorpcji

  - adsorpcja nadmiarowa (wysokie stężenia, mieszaniny ciekłe – adsorpcja zlokalizowana)
    - izoterma Everetta (D.H. Everett, 1964 r.) dla adsorpcji nadmiarowej
- adsorpcja mobilna (gazy):
  - izoterma Volmera (ads. mobilna bez oddziaływań)

##### Inne monowarstwowe izotermy lokalne
Izotermy dla adsorpcji monowarstwowej na powierzchni homogenicznej uwzględniające oddziaływania adsorbat-adsorbat:
- izotermy dla adsorpcji zlokalizowanej
  - izoterma FG, czyli izoterma Fowlera-Guggenheima
  - izoterma Kisielewa (wersja uproszczona 1958 r., z oddz. niespecyficznymi: 1972 r.)
- izotermy dla adsorpcji mobilnej
  - izoterma HB, czyli izoterma Hilla-deBoera (zwana także izotermą van der Waalsa)

##### Izotermy adsorpcji wielowarstwowej
- izotermy stricte wielowarstwowe (na monowarstwie nadbudowywane są kolejne warstwy adsorbatu):
  - izoterma BET, czyli izoterma Brunauera-Emmetta-Tellera (1938 r.)
  - izoterma BDDT, czyli izoterma Brunauera-Deminga-Deminga-Tellera
  - izoterma Sircara (1985 r.)
  - izoterma LGD, czyli izoterma Lopez-Gonzaleza i Dietza (1952 r.)
  - izoterma Hüttiga (1948 r.)
- izotermy w ramach modelu ciekłej błonki adsorbatu:
  - izoterma HJ, czyli izoterma Harkinsa-Jury
  - izoterma Halseya – inaczej izoterma Frenkela-Halseya-Hilla (izoterma FHH)

#### Izotermy globalne

##### Izotermy adsorpcji na powierzchniach energetycznie niejednorodnych
- adsorpcja monowarstwowa na powierzchniach energetycznie niejednorodnych (heterogenicznych):
  - ogólne równanie całkowe (uogólnione całkowe równanie adsorpcji, całkowa izoterma adsorpcji), czyli globalne równanie całkowe
  - izoterma LF, czyli izoterma Langmuira-Freundlicha
  - izoterma GF, czyli uogólniona izoterma Freundlicha lub izoterma Sipsa (Sips, 1948 r.)
  - izoterma Tótha (J. Tóth, 1971 r.)
  - izoterma GL, czyli uogólnione równania Langmuira (A.W. Marczewski i M. Jaroniec 1983 r.)
  - izoterma Rudzińskiego – związana z quasigaussowskim rozkładem energii adsorpcji (podobna do LF) (W. Rudziński)
  - izoterma Gaussa – związana z gaussowskim rozkładem energii adsorpcji
  - izoterma UNILAN, czyli izoterma związana z prostokątnym rozkładem energii adsorpcji
- adsorpcja wielowarstwowa na powierzchniach energetycznie niejednorodnych jw.:
  - izotermy jw. z czynnikiem wielowarstwowym (zobacz sposób uwzględnienia wielowarstwy w ogólnym równaniu całkowym

##### Izotermy adsorpcji na adsorbentach mikroporowatych
Izotermy dla adsorpcji w mikroporach (zob. "Teoria objętościowego zapełniania mikroporów"):
- izoterma Freundlicha (H. Freundlich, 1932 r.)
- izoterma DR, czyli izoterma Dubinina-Raduszkiewicza (1947 r.)
- izoterma DA, czyli izoterma Dubinina-Astachowa (1972 r.)
- całkowe równanie Stoeckliego, czyli izoterma Stoeckliego (1977 r.)
- izoterma DRS, czyli izoterma Dubinina-Raduszkiewicza-Stoeckliego
- izoterma DI, czyli izoterma Dubinina-Izotowej (izoterma bi-DR) (1965 r.)
- izoterma eksponencjalna, czyli eksponencjalna izoterma Jarońca (1975 r.)

### Inne izotermy
Inne izotermy, w tym eksperymentalne
- izoterma RP, czyli izoterma Radke-Prausnitza (1972 r.) – głównie wodne roztwory rozcieńczone substancji organicznych
- izoterma Jossensa (1978 r.) (zastosowanie jak izoterma RP)
- izoterma Tiemkina (lub izoterma Tiomkina, izoterma Temkina) czyli uproszczenie izotermy UNILAN, stosowana często w katalizie
- izoterma Frumkina (do adsorpcji jonów i surfaktantów; formalnie identyczna z izotermą FG) (1926 r.)
- izoterma Jovanovicia (1969 r.) (rzadko stosowana)

## Izotermy adsorpcji w mezoporach
Podstawowym zjawiskiem istotnym dla adsorpcji w mezoporach jest kondensacja kapilarna. Jednak ścianki porów przed zapełnieniem kapilarnym pokrywa tworząca właściwy menisk warstwa adsorbatu zaadsorbowanego w wyniku w przybliżeniu zwykłych oddziaływań adsorpcyjnych (tyle że ze względu na obszar w którym pojawia się kondensacja kapilarna jest to adsorpcja wielowarstwowa). Jako izotermy adsorpcji w mezoporach stosuje się zwykle izotermy Harkinsa-Jury i Halseya.